# Insurrección de los partidos de Omasuyos, Pacajes y Larecaja
La Rebelión de los partidos de Omasuyos, Pacajes y Larecaja en la Intendencia de La Paz fue uno de los focos revolucionarios que se produjeron en el Alto Perú (hoy Bolivia) en contra del dominio español. Ocurrió en 1811 como reacción a la derrota del ejército auxiliar de Buenos Aires en la Batalla de Huaqui.

## Ocupación de La Paz
Luego de que el ejército realista al mando de José Manuel de Goyeneche obtuviera la victoria en la Batalla de Huaqui el 20 de junio de 1811, los restos del Ejército del Norte se precipitaron en retirada hacia Potosí. Francisco del Rivero con su división casi intacta avanzó sobre La Paz en donde el gobernador Domingo Tristán y el cabildo habían revocado su adhesión a Buenos Aires. Luego de varios enfrentamientos, Rivero y sus fuerzas retornaron a Cochabamba.
Inmediatamente a la derrota de Guaqui, en la Intendencia de La Paz los indígenas de los partidos de Omasuyos, Pacajes y Larecaja, previamente incentivados por Rivero, no aceptaron la restauración realista en sus territorios y se sublevaron comandados por el subdelegado de Larecaja Juan Manuel Muñecas (hermano del cura Ildefonso Escolástico de las Muñecas) y Juan Manuel Cáceres (sobreviviente de la revolución de La Paz de 1809), quienes conformaron el Ejército Restaurador de los Indios del Perú atacando La Paz  el 29 de junio de 1811, incendiaron varias casas, asesinaron al gobernador interino Diego Quint y Fernández Dávila y a varios españoles. Fueron desalojados de la ciudad por las tropas de Francisco del Rivero que llegaba de Viacha con rumbo a Cochabamba. Los indígenas rebeldes permanecieron en las alturas de Pampahasi.
Goyeneche avanzó sobre La Paz, en donde su primo Domingo Tristán lo recibió en triunfo y fue confirmado en el cargo de gobernador. El 4 de agosto Goyeneche partió hacia Cochabamba.
A principios de agosto de 1811 las fuerzas de Cáceres pusieron sitio a la ciudad de La Paz con un destacamento indígena al mando de Casimiro Irusta. Entre las incorporaciones que fueron logrando estaba la del cacique de San Agustín de Toledo, Titichoca, y la del caudillo de Chayanta, Manuel Ascensio Padilla.
El 13 de agosto la vanguardia realista al mando de Juan Ramírez Orozco obtuvo el triunfo en la primera Batalla de Sipe Sipe (o Batalla de Amiraya) sobre las fuerzas cochabambinas. El 21 de agosto de 1811, Goyeneche entró pacíficamente en Cochabamba, luego de aceptar pedidos de clemencia de sus ciudadanos. 
Los insurrectos colocaron como intendente de La Paz a Ramón Mariaca y luego atacaron a la guarnición realista que custodiaba el paso del río Desaguadero, degollaron a sus 100 defensores y se dirigieron (al mando de Cáceres) al encuentro del general Gerónimo Marrón de Lombera, quien con 1200 hombres fue destacado por Goyeneche para recuperar La Paz. Ambos ejércitos chocaron en la Batalla de Sicasica el 6 de octubre, siendo derrotados completamente los realistas, por lo que Lombera se refugió en Oruro con sólo 7 hombres, siendo esa villa tomada al día siguiente.

## Reacción realista
Al enterarse de la derrota de Sicasica, Goyeneche se encontró aislado del Perú y partió rumbo a Oruro con 3500 soldados desde Chuquisaca, dejando 500 en esa ciudad.
Para apoyar al ejército realista de Goyeneche, el virrey del Perú José Fernando de Abascal, ordenó al gobernador de Puno, Manuel Quimper, que preparara un ejército con fuerzas reclutadas en Arequipa, Lampa, Azángaro, Tacna y Cuzco. Se destacaron en dirección a la La Paz cuatro o cinco mil soldados indígenas desde el Cuzco al mando del cacique Mateo Pumacahua, secundado por el cacique de Chinchero, Manuel Choquehuanca, recibiendo refuerzos de Arequipa y de Puno. Estas fuerzas eran en su mayoría indígenas quechuas y cometieron excesos y crueldades contra las poblaciones aymaras al llegar al Alto Perú. Para cortarles el paso sobre el río Desaguadero, los insurrectos de Omasuyos y Larecaja enfrentaron y vencieron en la Batalla de Tiquina a una guarnición realista, tomando dos cañones, pero no pudieron impedir que el teniente coronel Pedro Benavente tomara La Paz (según García Camba, con el apoyo de Lombera, quien según otras fuentes había sido arrollado en Sicasica). Ocupada La Paz por los realistas, Pumacahua avanzó hacia Sicasica y Oruro restableciendo las comunicaciones con el ejército de Goyeneche, quien inició su marcha sobre Potosí en donde se hallaba Eustoquio Díaz Vélez con los restos del Ejército del Norte.